# Camillo Wiethe
Camillo Wiethe (* 24. Mai 1889 in Wien; † 10. Juli 1949 ebenda) war ein österreichischer Hals-Nasen-Ohren-Arzt.

## Leben
Camillo Wiethe stammte aus einer Wiener Ärztefamilie. Er besuchte das Schottengymnasium und studierte Medizin an der Universität Wien, die er 1913 mit der Promotion abschloss.

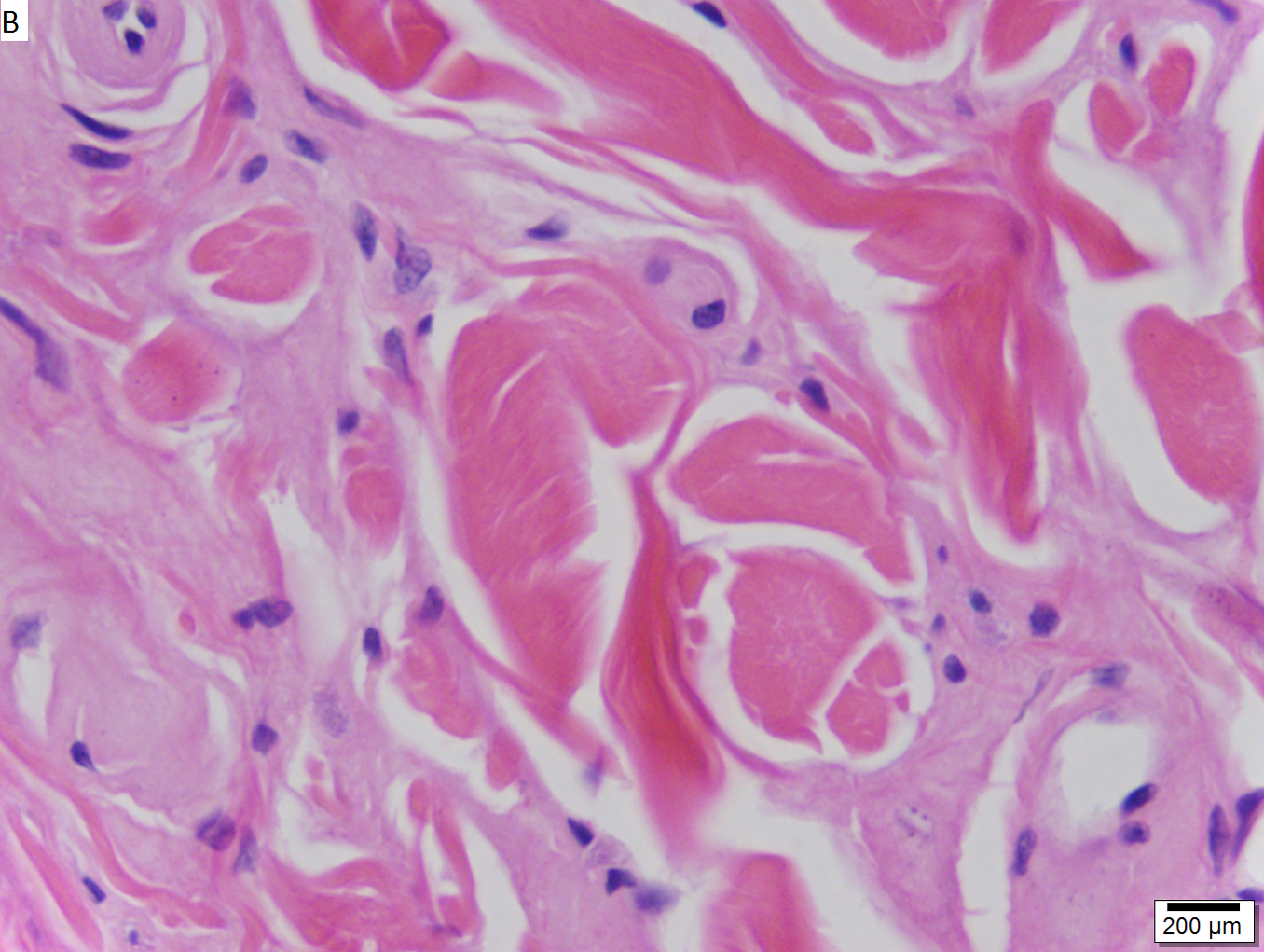
Urbach-Wiethe-Syndrom bei einer Biopsie mit HE-Färbung

Während des Ersten Weltkriegs kam er als Arzt an der Front zum Einsatz und wurde schwer verwundet. Wiethe arbeitete ab 1918 als Hilfsarzt und ab 1926 als Assistent an der Wiener Hals-Nasen-Ohren-Klinik. Er veröffentlichte zahlreiche medizinische Fachaufsätze. Gemeinsam mit Erich Urbach beschrieb er 1929 erstmals die Erbkrankheit Urbach-Wiethe-Syndrom. Wiethe spezialisierte sich auf Erkrankungen des Kehlkopfs und behandelte Sängerinnen und Sänger der Wiener Staatsoper und Mitglieder der Wiener Sängerknaben. Zu seinen prominenten Patientinnen und Patienten zählten Marta Eggerth, Maria Jeritza, Jan Kiepura und Leo Slezak. Er habilitierte sich 1933 an der Universität Wien. Von 1936 bis 1938 war er als Vorstand der Hals-Nasen-Ohren-Abteilung des Spitals der Wiener Kaufmannschaft tätig.
Nach dem „Anschluss“ Österreichs an Nazideutschland 1938 weigerte sich Camillo Wiethe, sich von seiner Ehefrau Eugenie scheiden zu lassen, die nach den Nürnberger Gesetzen als Jüdin galt. Er musste infolgedessen seine Lehrbefugnis zurücklegen und wurde 1940 von der Universität Wien vertrieben. Nur seine unbezahlte Lehrtätigkeit an der Staatsakademie für Musik und darstellende Kunst, wo er das Nebenfach Physiologie und Psychologie des Gesangsapparates unterrichtete, konnte er in der Nazizeit noch fortsetzen. Bis zum Ende des Zweiten Weltkriegs beschränkte er sich auf die Arbeit in seiner privaten Praxis in der Reichsratsstraße.
Die Medizinische Fakultät der Universität Wien ernannte Wiethe 1945 nach der Befreiung vom Nationalsozialismus zum außerordentlichen Universitätsprofessor. Als solcher übernahm er 1946 die Leitung der II. Universitätsklinik für Hals-Nasen-Ohren-Heilkunde an der Universität Wien. Dabei betätigte er sich erfolgreich als Pionier der Ultraschalltherapie bei Ohrenerkrankungen, darunter solchen, die durch den Krieg verursacht worden waren.
Camillo Wiethe starb 1949 kurz nach einer Vortragsreise in die Vereinigten Staaten in seiner Heimatstadt an Magenkrebs. Er wurde auf dem Grinzinger Friedhof bestattet. Nach ihm wurde 1955 die Wiethestraße in Wien-Essling benannt.